# Gil Young-ah
Dans ce nom coréen, le nom de famille, Gil, précède le nom personnel.
Gil Young-ah est une joueuse de badminton sud-coréenne née le 11 avril 1970.
Elle remporte une médaille de bronze olympique en double en 1992 à Barcelone avec Shim Eun-jung. Aux Jeux olympiques de 1996 à Atlanta, elle est sacrée championne olympique en double mixte avec Kim Dong-moon et médaillée d'argent en double féminin avec Jang Hye-ock.